# Pinnacle West Capital
Pinnacle West Capital ist ein US-amerikanisches Unternehmen mit Unternehmenssitz in Arizona. Das Unternehmen ist im Aktienindex S&P 500 gelistet. Als Holdingunternehmen betreibt das Unternehmen Kohle- und Kernkraftwerke in den Vereinigten Staaten und fördert und verkauft Erdgas. 1987 wurde der Unternehmensname (Firma) von AZP Group in Pinnacle West Capital geändert.
Tochterunternehmen ist Arizona Public Service (APS). Unter anderem wird das Kernkraftwerk Palo Verde betrieben.